# استرین (آرکانزاس)
استرین (به انگلیسی: Strain) یک منطقهٔ مسکونی در ایالات متحده آمریکا است که در شهرستان واشینگتن، آرکانزاس واقع شده‌است. استرین ۳۶۷ متر بالاتر از سطح دریا قرار دارد.